# عبثية

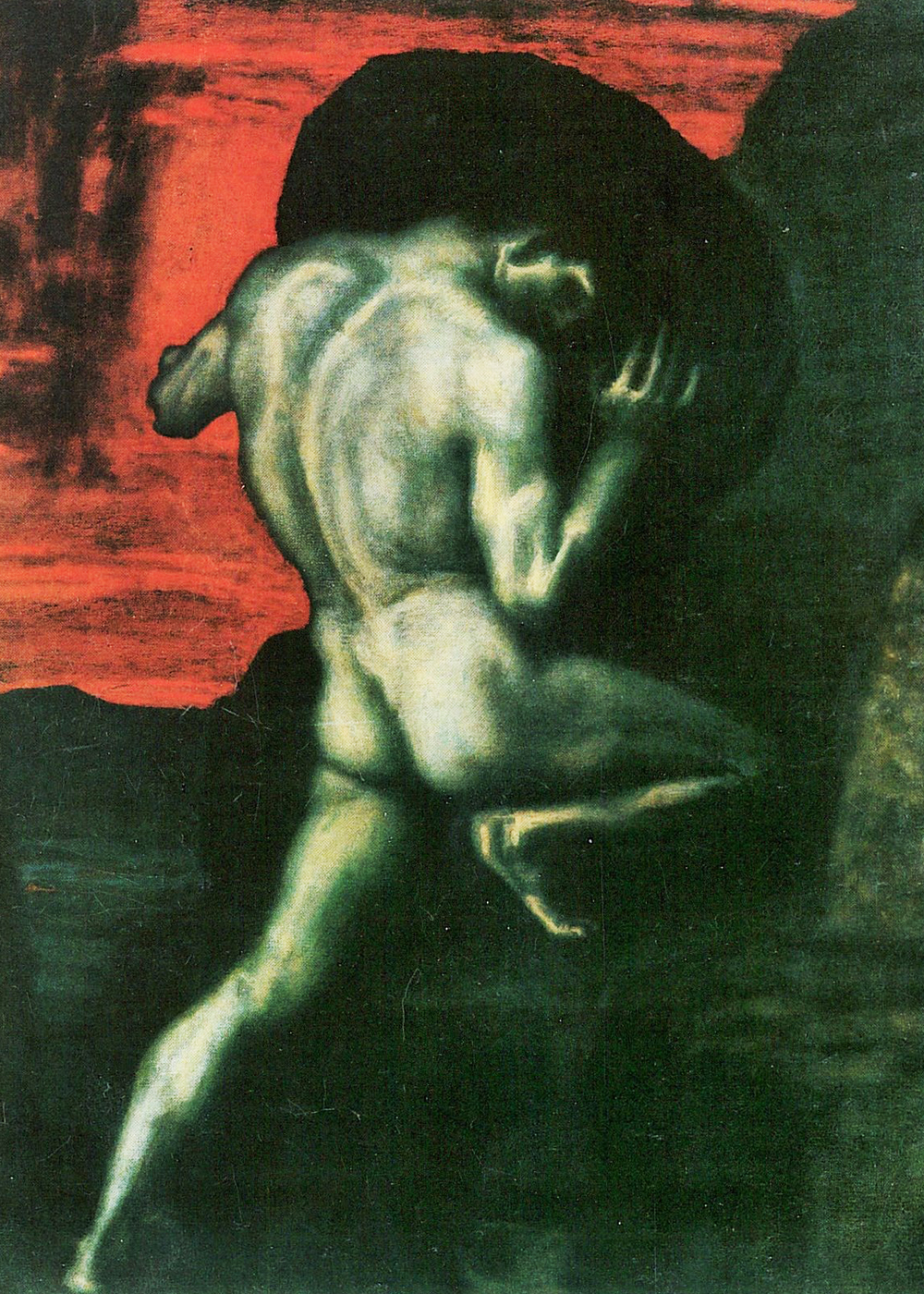
سيزيف، رمز عبثية الوجود، رسمها فرانز فون شتوك (1920).

العبثية (بالإنجليزية: Absurdism)‏ هي النظرية الفلسفية القائلة بأن الكون غير عقلاني ولا معنى له. تنص على أن محاولة العثور على المعنى تقود الناس إلى صراع مع العالم. يمكن أن يكون هذا الصراع بين الإنسان العقلاني وعالم غير عقلاني، بين النية والنتيجة، أو بين التقييم الذاتي والقيمة الموضوعية، لكن التعريف الدقيق للمصطلح محل خلاف. تدعي العبثية أن الوجود ككل أمر سخيف. وهي تختلف في هذا الصدد عن الأطروحة الأقل عالمية والتي تقول إن بعض المواقف أو الأشخاص أو المراحل المحددة في الحياة عبثية.
نوقشت المكونات المختلفة للعبث في الأدبيات الأكاديمية، وكثيرًا ما يركز المنظرون المختلفون تعريفهم وأبحاثهم على مكونات مختلفة. على المستوى العملي، يتميز الصراع الكامن وراء العبث بنضال الفرد للعثور على المعنى في عالم لا معنى له. ومن ناحية أخرى، يؤكد العنصر النظري بشكل أكبر على عدم قدرة العقل المعرفية على اختراق الواقع وفهمه. تقليديا، يتميز الصراع بأنه تصادم بين مكون داخلي ينتمي إلى الطبيعة البشرية، ومكون خارجي ينتمي إلى طبيعة العالم. ومع ذلك، اقترح بعض المنظرين اللاحقين أن كلا المكونين قد يكونا داخليين: القدرة على رؤية اعتباطية أي غرض نهائي، من ناحية، وعدم القدرة على التوقف عن الاهتمام بهذه الأغراض، من ناحية أخرى. تتضمن بعض التفسيرات أيضًا عنصر ما وراء المعرفة من خلال الاعتقاد بأن الوعي بالصراع ضروري لنشوء العبث.
تركز بعض الحجج المؤيدة للعبثية على عدم أهمية الإنسان في الكون، أو على دور الموت، أو على عدم المعقولية أو اللاعقلانية في تحديد هدف نهائي. غالبًا ما تؤكد الاعتراضات على العبثية على أن الحياة ذات معنى في الواقع أو تشير إلى عواقب معينة إشكالية أو تناقضات في العبثية. كثيرا ما يشتكي المدافعون عن العبثية من أنها لا تحظى باهتمام الفلاسفة المحترفين الذي تستحقه بحكم أهمية الموضوع وتأثيره النفسي المحتمل على الأفراد المتضررين في شكل أزمات وجودية. اقترحت استجابات مختلفة محتملة للتعامل مع العبثية وتأثيرها. الاستجابات الثلاثة التي نوقشت في الأدبيات العبثية التقليدية هي الانتحار، والإيمان الديني بهدف أعلى، والتمرد ضد العبث. من بين هذه الاستجابات، يتقدم التمرد عادةً باعتباره الاستجابة الموصى بها لأنه، على عكس الاستجابتين الأخريين، لا يفلت من العبث وبدلاً من ذلك يعترف به على حقيقته. اقترح المنظرون اللاحقون استجابات إضافية، مثل استخدام السخرية لتقليل جدية الحياة أو البقاء جاهلين بالصراع المسؤول. يجادل بعض العبثيين بأن ما إذا كان المرء سيستجيب وكيف يستجيب هو أمر غير مهم. يعتمد هذا على فكرة أنه إذا لم يكن هناك شيء مهم حقًا، فإن استجابة الإنسان تجاه هذه الحقيقة لن تكون مهمة أيضًا.
يرتبط مصطلح "العبثية" ارتباطًا وثيقًا بفلسفة ألبير كامو. ومع ذلك، توجد أيضًا سلائف ومناقشات مهمة حول العبث في أعمال سورين كيركغور. ترتبط العبثية ارتباطًا وثيقًا بمختلف المفاهيم والنظريات الأخرى. نظرتها الأساسية مستوحاة من الفلسفة الوجودية. ومع ذلك، تتضمن الوجودية التزامات نظرية إضافية وغالبًا ما تتخذ موقفًا أكثر تفاؤلاً تجاه إمكانية إيجاد أو خلق معنى في حياة الفرد. تشترك العبثية والعدمية في الاعتقاد بأن الحياة لا معنى لها، لكن العبثيين لا يتعاملون مع هذا كحقيقة معزولة ويهتمون بدلاً من ذلك بالصراع بين رغبة الإنسان في المعنى وافتقار العالم إليه. إن مواجهة هذا الصراع قد تؤدي إلى أزمة وجودية، حيث قد تدفع التجارب غير السارة مثل القلق أو الاكتئاب المتضررين إلى إيجاد استجابة للتعامل مع الصراع. ومع ذلك، فإن الاعتراف بغياب المعنى الموضوعي لا يمنع المفكر الواعي من العثور على معنى ذاتي في أماكن اعتباطية.

## العلاقة بالمفاهيم الأخرى

### الوجودية والعدمية
نشأت العبثية من (وإلى جانب) سلالات الوجودية والعدمية في القرن العشرين؛ فهي تشترك في بعض نقاط البداية البارزة مع كليهما، على الرغم من أنها تتضمن أيضًا استنتاجات تختلف بشكل فريد عن هذه المدارس الفكرية الأخرى. نشأت الثلاثة جميعًا من التجربة الإنسانية للألم والارتباك الناجم عن الوجود: اللامعنى الواضح لعالم يضطر فيه البشر، مع ذلك، إلى إيجاد المعنى أو خلقه. المدارس الفكرية الثلاث تتباعد من هناك. لقد دافع الوجوديون عمومًا عن بناء الفرد لمعناه الخاص في الحياة بالإضافة إلى الإرادة الحرة للفرد. على العكس من ذلك، يؤكد العدميون أنه “من غير المجدي البحث عن معنى أو تأكيده حيث لا يمكن العثور عليه”. العبثيون، متبعين صياغة كامو، يسمحون بتردد بإمكانية وجود بعض المعنى أو القيمة في الحياة، لكنهم ليسوا كذلك. كما أن الوجوديين متأكدون من قيمة المعنى الذي يبنيه المرء، ولا كما هو الحال مع العدميين بشأن العجز التام عن خلق المعنى. كما أن العبثيين الذين يتبعون كامو يقللون من قيمة الإرادة الحرة أو يرفضونها تمامًا، ويشجعون فقط على أن يعيش الفرد بتحد وأصيل على الرغم من الضغط النفسي للعبث.
كامو نفسه عمل بحماس على مكافحة العدمية، كما أوضح في مقالته "المتمرد"، بينما رفض أيضًا بشكل قاطع تسمية "الوجودي" في مقالته "لغز" وفي مجموعة المقالات الغنائية والنقدية لألبير كامو، على الرغم من ذلك لقد كان، ولا يزال، غالبًا ما يوصف على نطاق واسع من قبل الآخرين بأنه وجودي. تستلزم كل من الوجودية والعبثية النظر في التطبيقات العملية للوعي بحقيقة العدمية الوجودية: أي كيف يجب أن يتصرف الباحث المندفع عن المعنى عندما يواجه فجأة الإخفاء الظاهري، أو الغياب التام للمعنى في الكون.
في حين أنه يمكن النظر إلى العبثية كنوع من الاستجابة للوجودية، إلا أنه من الممكن مناقشة مدى اختلاف الموقفين عن بعضهما البعض. فالوجودي، بعد كل شيء، لا ينكر حقيقة الموت. لكن يبدو أن العبثية تؤكد من جديد الطريقة التي يبطل بها الموت في نهاية المطاف أنشطتنا في صنع المعنى، وهو استنتاج يبدو أن الوجوديين يقاومونه من خلال مفاهيم مختلفة عن الأجيال القادمة، أو، في حالة سارتر، المشاركة في مشروع إنساني كبير.

### الأزمة الوجودية
المشكلة الأساسية للعبثية عادة لا تواجه من خلال بحث فلسفي نزيه ولكن كمظهر من مظاهر الأزمة الوجودية. الأزمات الوجودية هي صراعات داخلية يتصارع فيها الفرد مع الانطباع بأن الحياة تفتقر إلى المعنى. وتكون مصحوبة بتجارب سلبية مختلفة، مثل الضغط النفسي والقلق واليأس والاكتئاب، والتي يمكن أن تعيق الأداء الطبيعي للفرد في الحياة اليومية. وبهذا المعنى، فإن الصراع الكامن وراء المنظور العبثي يشكل تحديًا نفسيًا للمتضررين. ويرجع هذا التحدي إلى الانطباع بأن المشاركة اليومية النشطة للفاعل تتعارض مع عدم أهميته الواضحة التي يواجهها من خلال التفكير الفلسفي. إن إدراك هذا التناقض عادة لا يكون أمرًا ممتعًا وقد يؤدي إلى القطيعة والعزلة واليأس. تتجلى العلاقة الحميمة بالأزمات النفسية أيضًا في مشكلة إيجاد الرد الصحيح لهذا الصراع غير المرحب به، على سبيل المثال، من خلال إنكاره، أو أخذ الحياة بشكل أقل جدية، أو الثورة ضد العبث. لكن قبول موقف العبثية قد يكون له أيضًا بعض التأثيرات النفسية الإيجابية. وبهذا المعنى، يمكن أن يساعد الفرد على تحقيق مسافة نفسية معينة من العقائد غير المدروسة وبالتالي مساعدته على تقييم وضعه من منظور أكثر شمولاً وموضوعية. ومع ذلك، فإنه يجلب معه خطر تسوية جميع الاختلافات المهمة وبالتالي يجعل من الصعب على الفرد أن يقرر ما يجب فعله أو كيف يعيش حياته.

### الشكوكية المعرفية
لقد قيل أن العبثية في المجال العملي تشبه الشكوكية المعرفية في المجال النظري. في حالة نظرية المعرفة، فإننا عادة ما نعتبر معرفتنا بالعالم من حولنا أمرًا مفروغًا منه، على الرغم من أنه عند تطبيق الشك المنهجي، يتبين أن هذه المعرفة ليست ثابتة كما كان مفترضًا في البداية. على سبيل المثال، قد يقرر الفاعل أن يثق في تصوره بأن الشمس مشرقة ولكن موثوقيته تعتمد على افتراض أن الفاعل لا يحلم، وهو ما لن يعرفه حتى لو كان يحلم. وبمعنى مماثل في المجال العملي، قد يقرر العامل تناول الأسبرين لتجنب الصداع على الرغم من أنه قد لا يتمكن من إعطاء سبب لماذا يجب أن يهتم بسلامته على الإطلاق. في كلتا الحالتين، يمضي الفاعل قدمًا في شكل من أشكال الثقة الطبيعية غير المدعومة ويأخذ الحياة إلى حد كبير كأمر مسلم به على الرغم من حقيقة أن قدرته على التبرير تقتصر فقط على نطاق صغير نوعًا ما وتفشل عند تطبيقها على السياق الأكبر، الذي يعتمد عليه النطاق الصغير.

### التعليم
لقد قيل أن العبثية تتعارض مع العديد من المبادئ والافتراضات الأساسية التي توجه التعليم، مثل أهمية الحقيقة وتعزيز العقلانية لدى الطلاب.